# The Boy in the Striped Pyjamas
The Boy in the Striped Pyjamas (Amerikaanse titel: The Boy in the Striped Pajamas) is een Brits-Amerikaanse oorlogsfilm uit 2008 onder regie van Mark Herman. De film is gebaseerd op de gelijknamige roman van John Boyne. De film ging op 28 augustus 2008 in wereldpremière op het Carnegie Film Festival, op 8 januari 2009 in Nederland en op 29 april 2009 in België. Regisseur Herman bewerkte de roman zelf tot filmscenario.
Herman werd voor The Boy in the Striped Pyjamas genomineerd voor een Goya in de categorie 'beste Europese film'. Actrice Vera Farmiga won voor de rol van moeder Elsa een British Independent Film Award.

## Verhaal

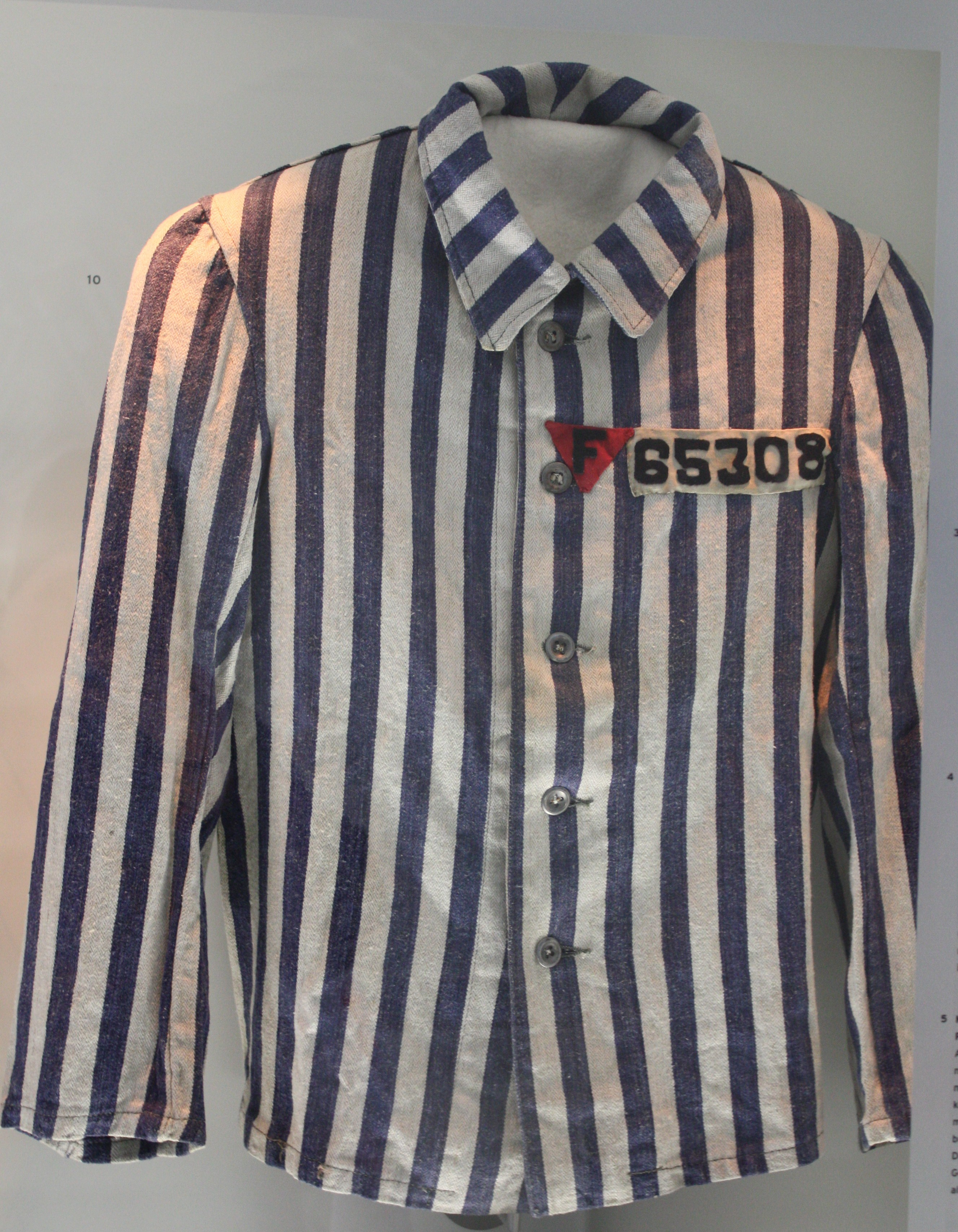
Het blauw-wit gestreepte gevangenenuniform van het concentratiekamp Sachsenhausen, dat ook door de gevangenen in de film wordt gedragen.

In het Duitsland van 1943 wordt SS-Obersturmbannführer Ralf gepromoveerd tot commandant van het concentratiekamp Auschwitz en verhuist met zijn vrouw Elsa, hun dochtertje Gretel en hun zoontje Bruno van Berlijn naar het platteland. Bruno moet noodgedwongen afscheid nemen van zijn vriendjes – Daniel, Martin en Karl – en zijn geliefde grootouders. Na de verhuizing gaat de jongen weldra over tot het verkennen van de nieuwe buurt, hopende nieuwe vriendjes te vinden, maar de achtertuin verklaren zijn ouders tot verboden terrein. Tijdens een liefdevol gesprek met de bediende Maria ziet Bruno vanuit zijn slaapkamerraam achter de zwarte zone een boerderij waar mensen rondlopen die een gestreepte pyjama dragen. Bruno vraagt zich af waarvan de stank afkomstig is die veelvuldig opsteekt, maar weet niet dat de plaats in werkelijkheid een concentratiekamp is waarin Joden dwangarbeid moeten verrichten en in groten getale in gaskamers worden vergast omwille van de algehele zuivering van het Derde Rijk.
Gretel koestert warme gevoelens voor Obersturmführer Kurt Kotler, als ondergeschikte van haar vader regelmatig over de vloer komend, terwijl Bruno niets begrijpt van het gesnauw dat de gerespecteerde soldaat bezigt in de richting van de Joodse bediende Pavel. Met een rubberen band maakt Pavel voor Bruno een schommel, waarna de voormalige arts tevens de wonden van de jongen verzorgt wanneer hij van het speeltuig valt. Bruno voelt veel sympathie voor de als een inferieur schepsel behandelde Pavel, maar snapt niets van het gegeven dat de zielig aandoende arbeider liever aardappels schilt dan zijn werkelijke vak uitoefent.
Bruno ontsnapt door het raam van het tuinhuisje en fladdert door de bossen om uit te komen op een geïsoleerde, onbewaakte hoek van het kamp. Met prikkeldraad als afscheiding maakt de nieuwsgierige Bruno kennis met Shmuel, een jongen van dezelfde leeftijd gekleed in een blauw-wit gestreepte pyjama. In het vervolg keert Bruno herhaaldelijk terug naar de verboden plek om zijn nieuwe vriendje eten te brengen, gesprekken met hem te voeren en spelletjes met hem te spelen. Shmuel informeert Bruno geleidelijk dat hij en zijn familie gevangen worden gehouden en worden gedwongen om gestreepte pyjama's met nummers te dragen, enkel omdat ze joods bloed hebben.
Vader Ralf regelt een docent om de kinderen les te geven, maar Herr Liszt doceert Bruno en Gretel onder het mom van geschiedenis louter over antisemitische en nationalistische propaganda. Gretel gaat steeds verder in haar fanatisme voor het Derde Rijk, hangt posters op die het nazisme verheerlijken (o.a. voor de Jungmadelbund) en fixeert zich in haar bloeiende seksualiteit op het ideaal van de Duitse soldaat. Bruno heeft geen interesse voor de langdradige lessen van Herr Liszt en houdt meer van avonturenverhalen die hem doen wegdromen in een wondere wereld van ontdekkingsreizen en heldendaden. De listige leerstof houdt in zijn ogen niet meer in dan het dubieuze verhaal dat de Joden de stichters van het kwaad zijn, maar de antisemitische stereotypen stroken niet met de beide Joden in zijn onaanzienlijke omgeving: zijn enige vriend Shmuel en de sympathieke bediende Pavel. Bruno kijkt mee naar een promotiefilmpje dat zijn vader aan een groep officieren vertoont, waarin het leven in het kamp wordt voorgesteld als uiterst plezierig, met voldoende amusement, voedsel en sociale omgang. Hij gelooft aanvankelijk in het beeld zoals dat wordt geschetst in de film en is zijn vader dankbaar omdat zijn vriendje Shmuel gelukkig kan zijn in het kamp.
Bruno's grootouders willen de familie graag verblijden met een bezoek, maar grootmoeder moet wegens ziekte verstek laten gaan (maar de ware reden lijkt haar afkeuren van het Nazi-regime) en grootvader komt alleen over van Berlijn naar het platteland. Tijdens het diner vindt tussen vader Ralf en Obersturmführer Kotler een felle discussie plaats over de vermeende reden waarom zijn vader naar het neutrale Zwitserland is gevlucht. Pavel stoot per ongeluk een glas rode wijn om, waarna een in het nauw gedreven Kotler uit frustratie de Joodse bediende hardhandig uit de kamer sleurt en in een andere ruimte een gewisse dood tegemoet trapt. Hulp Maria schrobt zonder enige tegenspraak het bloed van de vloer.
Bruno treft Shmuel bij uitzondering aan in het huis, bezig met het poetsen van de glazen, en geeft zijn vriend een cakeje om de honger te stillen. Obersturmführer Kotler stormt plotseling binnen en beschuldigt de jongen na het zien van het cakeje in zijn handen van diefstal. Shmuel vertelt de officier de enige waarheid, maar Bruno verraadt zijn vriendje met de leugen dat hij hem nooit eerder heeft gezien en dat hij het gebak heeft gestolen. Na een aantal vergeefse bezoekjes op de gebruikelijke plek vindt Bruno uiteindelijk toch een lijdende Shmuel terug met een blauw geslagen oog, maar zijn excuses worden aanvaard en de jongens schudden elkaar de hand door het schrikdraad.
Door een verspreking van Obersturmführer Kotler ontdekt moeder Elsa dat haar man niet het gezag voert over een werkkamp – zoals haar steeds is voorgehouden – maar over een vernietigingskamp. Ralf ontvangt vanaf dan geen liefde meer van zijn vrouw, maar enkel nog een intens gevoel van afkeer, versterkt wanneer blijkt dat Obersturmführer Kotler naar het front is gestuurd omdat hij zijn vader niet heeft aangegeven wegens diens antinazistische opvattingen. Ralfs moeder heeft zich immers ook ongestraft frequent negatief over de nazi's mogen uitlaten.
Twee hevig in onmin levende ouders besluiten om de kinderen tijdelijk onder te brengen bij een tante in Heidelberg, maar één dag voor vertrek vertrouwt Shmuel Bruno toe dat zijn vader in het kamp wordt vermist. Bruno neemt de volgende ochtend een spade mee om via een gegraven gat onder het prikkeldraad aan de verboden zijde te komen en in kampuniform zijn vriend te helpen bij de zoektocht naar zijn vader. In de epiloog merkt moeder Elsa dat Bruno zich niet meer op de schommel bevindt, alarmeert in paniek vader Ralf en gaat met dochter Gretel en bediende Maria koortsachtig op zoek naar haar zoon. In het kamp worden alle Joden uit Shmuels barak naar de doucheruimte geleid, maar het hok wordt gevuld met Zyklon B in plaats van water. Bij het prikkeldraad vinden Elsa en Gretel Bruno's kleding en nadat vader Ralf heeft gezien dat er Zyklon B in een van de gaskamers is gestrooid realiseert hij zich net als Elsa en Gretel dat hun Bruno met een groep Joden is vergast in het kamp dat door zijn eigen vader geleid wordt.

## Rolverdeling
| Acteur              | Personage   | Opmerkingen                                          |
| ------------------- | ----------- | ---------------------------------------------------- |
| Asa Butterfield     | Bruno'      | Protagonist                                          |
| Jack Scanlon        | Shmuel      | De jongen in de gestreepte pyjama                    |
| David Thewlis       | Ralf        | Bruno's vader en kampcommandant                      |
| Vera Farmiga        | Elsa        | Bruno's moeder                                       |
| Amber Beattie       | Gretel      | Bruno's zus                                          |
| Richard Johnson     | Matthias    | Grootvader                                           |
| Sheila Hancock      | Nathalie    | Grootmoeder                                          |
| Cara Horgan         | Maria       | Huishoudster                                         |
| David Hayman        | Pavel       | Oude gevangene uit het kamp die als klusjesman dient |
| Rupert Friend       | Kurt Kotler | Luitenant onder Bruno's vader                        |
| Jim Norton          | Herr Liszt  | thuisleraar van Bruno en Gretel                      |
| Zac Mattoon-O'Brien | Daniel      | Een van Bruno's speelkameraadjes                     |
| Domonkos Németh     | Martin      | Een van Bruno's speelkameraadjes                     |
| Henry Kingsmill     | Karl        | Een van Bruno's speelkameraadjes                     |

## Productie
De film werd opgenomen in Boedapest (Hongarije) tussen 29 april en 7 juli 2007. Vooral de laatste scène was volgens regisseur Mark Herman erg lastig omdat er juridische problemen waren om het feit dat in de scène kinderen tussen naakte volwassenen stonden.

## Filmmuziek
De muziek voor de film werd gecomponeerd door James Horner.
1. Boys Playing Airplanes (4:13)
2. Exploring The Forest (2:36)
3. The Train Ride To A New Home (3:34)
4. The Winds Gently Blow Through The Garden (5:57)
5. An Odd Discovery Beyond The Trees (2:51)
6. Dolls Aren't for Big Girls, Propaganda is... (3:43)
7. Black Smoke (1:43)
8. Evening Supper – A Family Slowly Crumbles (7:53)
9. The Funeral (1:54)
10. The Boys' Plans, From Night to Day (2:36)
11. Strange New Clothes (9:53)
12. Remembrance, Remembrance (5:31)

## Beeldtechnieken
Er zijn verschillende technieken gebruikt om de film tot stand te laten brengen; waaronder bird-view, vanuit hier wordt dan met een helikopter de gebeurtenissen gefilmd. Ook is er heel veel gebruikgemaakt van first-person view, nl. dat als het ware personen voor een deel van opzij gefilmd worden.

## Prijzen en nominaties
| jaar | prijs                                   | categorie                      | genomineerde(n) | uitslag     |
| ---- | --------------------------------------- | ------------------------------ | --------------- | ----------- |
| 2008 | British Independent Film Award          | Beste actrice                  | Vera Farmiga    | gewonnen    |
| 2008 | British Independent Film Award          | Beste regisseur                | Mark Herman     | genomineerd |
| 2008 | British Independent Film Award          | Meest veelbelovende nieuwkomer | Asa Butterfield | genomineerd |
| 2008 | Internationaal filmfestival van Chicago | Audience Choice Award          | Mark Herman     | gewonnen    |
| 2008 | Goya                                    | Beste Europese film            | -               | gewonnen    |